# 环象寺

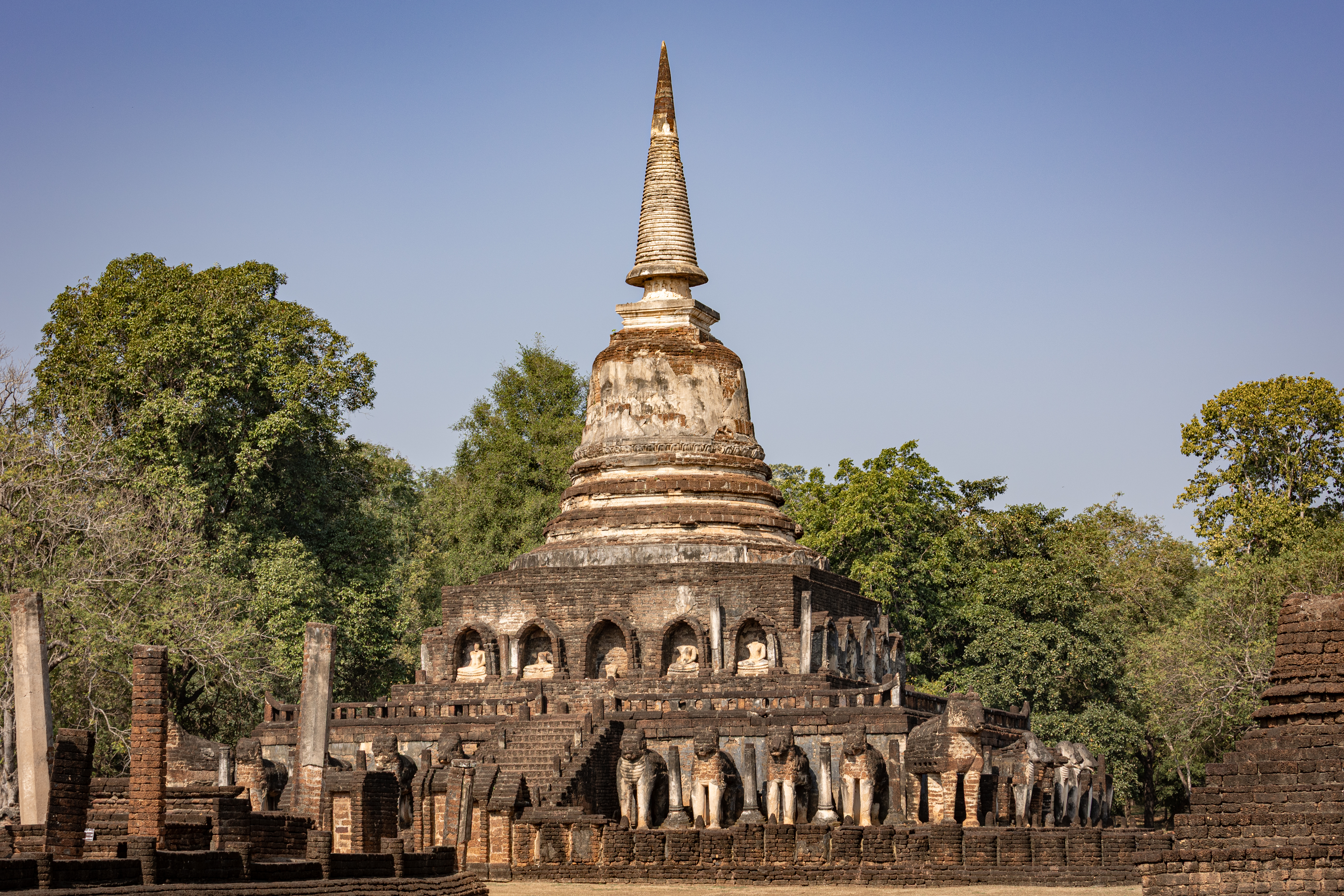
环象寺

环象寺（中文翻译为“大象围绕的寺庙”）位于泰国北部素可泰府西萨查那莱区（英語：Si Satchanalai District），是西薩查那萊歷史公園的一部分。环象寺在西薩查那萊歷史公園的中心，是素可泰遗址里现存的最古老的寺庙。
环象寺是西萨查那莱为数不多的有文字记载的寺庙之一。公元1833年，泰国国王拉玛四世在素可泰玛哈泰寺发现一座石碑。石碑上记载：1285年，兰甘亨大帝在西萨查那莱挖掘出了佛舍利，于是兰甘亨大帝建了一座舍利塔，以供奉佛舍利。这座舍利塔即是环象寺。

## 石象雕塑
环象寺最显著的建筑结构是钟型的舍利塔，舍利塔属僧伽罗建筑风格。舍利塔外围有39座石象雕塑，塔东面有8座石象，北西南面各有9座石象，同时在四角各有一座稍大的石象雕塑。从远距离看，石象仿佛把塔托在背上。石象象征着对舍利塔的守护。由于年代久远，大部分雕塑都受到比较严重的风化，只有少部分雕塑还保存地比较完好。
在素可泰时代建有很多“大象围绕的窣堵坡”。其他这种风格的建筑例如：素可泰遗迹公园的索拉萨克寺（英語：Wat Sorasak）和曼谷玉佛寺。

## 环象寺的相关传说
在环象寺内有一个15世纪的石碑，石碑上记载了一个叫做帕侬塞坝（英語：Phanom Sai Dam）的古代贵族。帕侬塞坝对当时的国王十分忠诚，在国王去世时，帕侬塞坝捐献出了自己的一片地，盖了一座寺庙供奉给逝去的国王。帕侬塞坝也在国王的陵地附近种了一棵菩提树。